# ماركوس ألونسو بينيا
ماركوس ألونسو بينيا (بالإسبانية: Marcos Alonso Peña)‏، من مواليد 1 أكتوبر 1959، لاعب كرة قدم إسباني سابق، ومدرب كرة قدم إسباني حالي. ، كما لعب مع منتخب إسبانيا لكرة القدم.

## مسيرته الكروية
لعب ماركوس ألونسو بينيا خلال مسيرته الاحترافية مع 4 أندية في أربعة عشر موسمًا وسجل خلالها 49 هدفًا ضمن 309 مباراة. حيث فاز في موسم واحد بالكأس وفي موسم واحد بالدوري.
خاض ماركوس ألونسو بينيا مسيرته مع نادي راسينغ سانتاندير في موسم 1977–78 في المرة الأولى ولمدة موسمين ثم في موسم 1990–91 لمدة موسم واحد، مشاركًا طوالها في 58 مباراة سجل خلالها 8 أهداف. ثم انتقل إلى نادي أتلتيكو مدريد في موسم 1979–80 في المرة الأولى واستمر معه طيلة ثلاثة مواسم ثم في موسم 1987–88 ولمدة موسمين، حيث شارك طوالها في 119 مباراة سجل خلالها 12 هدفًا. لينتقل بعدها إلى نادي برشلونة في موسم 1982–83 ليلعب معه خمسة مواسم، مشاركًا في 124 مباراة سجل خلالها 28 هدفًا. ثم انتقل إلى نادي لوغرونيس في موسم 1989–90 لمدة موسم واحد، مشاركًا في 8 مباريات سجل خلالها هدفًا واحدًا.

## وفاته
في التاسع من فبراير من عام 2023 اعلن نادي برشلونة في بيان مقتضب وفاة لاعبه السابق ولاعب أتلتيكو مدريد السابق، الإسباني ماركوس ألونسو بينيا، عن عمر ناهز 63 عامًا بعد معاناة مع مرض السرطان.

## روابط خارجية
- ماركوس ألونسو بينيا على موقع الاتحاد الدولي (مؤرشف)  (الإنجليزية)
- ماركوس ألونسو بينيا على موقع الاتحاد الأوربي (الإنجليزية)
- ماركوس ألونسو بينيا على موقع قاعدة بيانات كرة القدم.إي يو (الإنجليزية)
- ماركوس ألونسو بينيا على موقع ناشيونال فوتبول تيمز (الإنجليزية)
- ماركوس ألونسو بينيا على موقع أوليمبيديا (الإنجليزية)